# Merit Brennecke
Merit Brennecke (* 22. Februar 2000) ist eine deutsche Basketballspielerin.

## Sportliche Laufbahn
Brennecke spielte in der Jugend von 2014 bis 2017 für die Girls Baskets Braunschweig/Wolfenbüttel in der Weiblichen Nachwuchs-Basketball-Bundesliga (WNBL) und nahm in jeder Saison am Endturnier um die deutsche Meisterschaft teil. Nachdem man sich 2015 im Finale um die deutsche Meisterschaft geschlagen geben musste, wurde Brennecke mit den Niedersächsinnen 2016 in München deutscher Meister. 2017 wurde der Titel in eigener Halle nach einer Saison ohne Niederlage verteidigt.
Brenneckes Laufbahn im Damenbereich begann 2015 beim Wolfpack Wolfenbüttel. Nach dem Aufstieg der Wolfenbüttlerinnen im Jahr 2018 und dem Zusammenschluss der Vereine spielte sie ab der Saison 2018/19 bei Eintracht Braunschweig zunächst in der 1. Damen-Basketball-Bundesliga. Ihren Bundesliga-Einstand gab sie am 3. Oktober 2018 gegen den Herner TC. Nach einer Spielzeit in der 1. Liga zog der Verein die Mannschaft in die 2. Damen-Basketball-Bundesliga Nord zurück.
Zur Saison 2021/22 wechselte sie zum Bundesligisten GiroLive Panthers Osnabrück. Ihr erstes Spiel für Osnabrück bestritt sie am 1. Oktober 2021.
Zur Saison 2023/24 wechselte Brennecke in die schwedische Liga und erzielte für Sjuhärads Basket im Schnitt 12 Punkte und 8 Rebounds. Im Spieljahr 2024/25 trug sie die Farben von Mark Borås, das in dieser Saison eine Spielgemeinschaft mit Sjuhärads Basket bildete.
Im Mai 2025 wurde sie zum TK Hannover, um für den Verein aus der niedersächsischen Landeshauptstadt im 3×3-Basketball anzutreten.

### Nationalmannschaft
Mit der deutschen Junioren-Auswahl nahm sie 2016 an der U16-Europameisterschaft in Udine teil und wurde Vize-Europameisterin. Verletzungsbedingt verpasste sie Einsätze für die U18-Auswahl und nahm 2019 an der U20-Basketball-Europameisterschaft teil.

## Privates
Brennecke wuchs in der Nähe von Peine auf und erwarb 2018 das Abitur am Gymnasium am Silberkamp. Anschließend studierte sie Mediendesign an der Ostfalia Hochschule, wo sie 2021 den Bachelor of Arts erwarb. Seitdem ist sie als Grafikdesignerin tätig.